# Трёхпрудное
Трёхпру́дное (до 1948 года — Тере́к-Эли́; укр. Трипрудне, крымскотат. Terek Eli, Терек Эли) — село в Симферопольском районе Республики Крым, входит в состав Чистенского сельского поселения (согласно административно-территориальному делению Украины — Чистенского сельского совета Автономной Республики Крым).

## Население
| 2001 | 2014 |
| ---- | ---- |
| 724  | ↗925 |

Всеукраинская перепись 2001 года показала следующее распределение по носителям языка
| Язык             | Процент |
| ---------------- | ------- |
| крымскотатарский | 91,71   |
| русский          | 7,32    |
| другие           | 0,42    |

### Динамика численности
| - 1805 год — 85 чел. - 1864 год — 21 чел. - 1915 год — 0/75 чел. - 1926 год — 97 чел. - 1939 год — 128 чел. | - 1989 год — 137 чел. - 2001 год — 724 чел. - 2001 год — 846 чел. - 2014 год — 925 чел. |

## Современное состояние
В Трёхпрудном 14 улиц и 5 проездов, площадь, занимаемая селом, 58 гектаров, на которой в 233 дворах, по данным сельсовета на 2009 год, числилось 846 жителей, в селе действует мечеть «Терек-Эли джамиси».

## География
Село Трёхпрудное расположено практически в центре района, в верховье реки Западный Булганак, на северном склоне долины, в продольном понижении между Внутренней Внешней грядами Крымских гор, высота центра села над уровнем моря — 244 м. Село лежит примерно в 11 километрах (по шоссе) (фактически в 1 км от юго-западной окраины) Симферополя, ближайшая железнодорожная станция Чистенькая — 1 км. Соседние сёла: в 1 км на северо-восток Молочное, и в 1,5 км — Трудолюбово к юго-западу и Чистенькое — к юго-востоку. Транспортное сообщение осуществляется по региональной автодороге 35Н-529 (по украинской классификации С-0-11335).

## История
Первое документальное упоминание села встречается в Камеральном Описании Крыма… 1784 года, судя по которому, в последний период Крымского ханства Дирекли Эль входил в Акмечетский кадылык Акмечетского каймаканства. После присоединения Крыма к России (8) 19 апреля 1783 года, (8) 19 февраля 1784 года, именным указом Екатерины II сенату, на территории бывшего Крымского Ханства была образована Таврическая область и деревня была приписана к Симферопольскому уезду. После Павловских реформ, с 1796 по 1802 год, входила в Акмечетский уезд Новороссийской губернии. По новому административному делению, после создания 8 (20) октября 1802 года Таврической губернии, Терек-Эли был включён в состав Эскиординскои волости Симферопольского уезда.
В Ведомости о всех селениях в Симферопольском уезде состоящих с показанием в которой волости сколько числом дворов и душ… от 9 октября 1805 года, в Терекле числилось 16 дворов и 85 жителей крымских татар. На военно-топографической карте генерал-майора Мухина 1817 года обозначен Тереклы с 12 дворами. После реформы волостного деления 1829 года Терекли Эль, согласно «Ведомости о казённых волостях Таврической губернии 1829 года», остался в составе преобразованной Эскиординскои волости. Затем, видимо, в результате эмиграции крымских татар, деревня заметно опустела и на карте 1836 года в деревне 4 двора, а на карте 1842 года Тереклы-Эли обозначен условным знаком «малая деревня», то есть, менее 5 дворов.
В «Списке населённых мест Таврической губернии по сведениям 1864 года», составленном по результатам VIII ревизии 1864 года, Тереклы-Эли фигурирует как дача с 4 дворами и 21 жителем при источнике Булганаке, а на трёхверстовой карте 1865—1876 года обозначен, как экономия Арента. В «Памятной книге Таврической губернии 1889 года», по результатам Х ревизии 1887 года, название не встречается.
После земской реформы 1890 года Тереклы-Эли отнесли к Подгородне-Петровской волости.
В конце XIX века деревню, видимо, возродили: на верстовке 1892 года ещё не отмечено никаких построек, но сохранился документ о выдаче ссуды Арендту А. П. под залог имения Тереклы-Эли-Кочмез Симферопольского уезда от 1893 года. По «…Памятной книжке Таврической губернии на 1900 год» в деревне, не входившей ни в одно сельское общество, числилось 34 жителя в 6 дворах, а, по «…Памятной книжке Таврической губернии на 1902 год», Тереклы-Эли, с тем же населением, уже входили в Сарабузское сельское общество. По Статистическому справочнику Таврической губернии. Ч.II-я. Статистический очерк, выпуск шестой Симферопольский уезд, 1915 год, в деревне Тереклы-Эли Подгородне-Петровской волости Симферопольского уезда, числилось 15 дворов с русским населением без приписных жителей, но с 75 — «посторонними», из которых 40 мужчин и 35 женщин. Жители землёй не владели, в хозяйствах имелось 40 лошадей и 25 коров.
После установления в Крыму Советской власти, по постановлению Крымревкома от 8 января 1921 года была упразднена волостная система и село включили в состав вновь созданного Подгородне-Петровского района Симферопольского уезда, а в 1922 году уезды получили название округов. 11 октября 1923 года, согласно постановлению ВЦИК, в административное деление Крымской АССР были внесены изменения, в результате которых был ликвидирован Подгородне-Петровский район и образован Симферопольский и село включили в его состав. Согласно Списку населённых пунктов Крымской АССР по Всесоюзной переписи 17 декабря 1926 года, в селе Терек-Эли, Чистенского сельсовета (в котором село состоит всю дальнейшую историю) Симферопольского района, числилось 15 дворов, все крестьянские, население составляло 97 человек, из них 78 русских, 8 украинцев и 11 немцев. По данным переписи 1989 года в селе проживало 137 человек.
В 1944 году, после освобождения Крыма от фашистов, 12 августа 1944 года было принято постановление № ГОКО-6372с «О переселении колхозников в районы Крыма» и в сентябре 1944 года в район приехали первые новоселы (214 семей) из Винницкой области, а в начале 1950-х годов последовала вторая волна переселенцев из различных областей Украины. С 25 июня 1946 года Терек-Эли в составе Крымской области РСФСР. Указом Президиума Верховного Совета РСФСР от 18 мая 1948 года, Терек-Эли переименовали в Трёхпрудное. 26 апреля 1954 года Крымская область была передана из состава РСФСР в состав УССР.
Указом Президиума Верховного Совета УССР «Об укрупнении сельских районов Крымской области», от 30 декабря 1962 года Трёхпрудное присоединили к Бахчисарайскому району, а с 1 января 1965 года, указом Президиума ВС УССР «О внесении изменений в административное районирование УССР — по Крымской области», включили в состав Симферопольского. По данным переписи 1989 года в селе проживало 137 человек. С 12 февраля 1991 года село в восстановленной Крымской АССР, 26 февраля 1992 года переименованной в Автономную Республику Крым. С 21 марта 2014 года в составе Крыма аннексировано Россией.